# Simon Schama
Simon Michael Schama (/ˈʃæmə/), född 13 februari 1945 i Marylebone, London, är en brittisk historiker och konsthistoriker. Han är professor i historia och konsthistoria vid Columbia University i New York. Han har bland annat skrivit manus till och lett TV-serien A History of Britain.